# Saramandaia
Saramandia es una serie brasileña producida por TV Globo, que se estrenó el 24 de junio de 2013. Basada en la novela homónima escrita por Dias Gomes, adaptada por Ricardo Linhares, con dirección de Denise Saraceni y Fabrício Mamberti, es la tercera "novela de las once" en ser exhibida por la emisora.
Protagonizada por Sérgio Guizé, Leandra Leal, José Mayer y Lília Cabral y antagonizada por Vera Holtz, Gabriel Braga Nunes y Débora Bloch.

## Sinopsis
La historia está ambientada en la ciudad ficticia de Bole Bole, que pasa a través de un referéndum para cambiar el nombre. El movimiento está representado por dos facciones: los tradicionalistas, liderados por el exalcalde Zico Rosado, su ahijado Carlito Silver y el profesor Aristóbulo, que utilizan datos históricos para mantener el nombre de la ciudad. Y y por otro lado, mudancistas, liderado por los jóvenes de la ciudad, y fue el concejal John Gibbon, que comenzó con la idea, cuando soñaba que la ciudad tendría que cambiar su nombre por el de Saramandaia, marcando el comienzo de una nueva era.

## Elenco
| Actor                  | Personaje                                                 |
| ---------------------- | --------------------------------------------------------- |
| Lília Cabral           | Vitória Vilar                                             |
| José Mayer             | Eurico Rosado(Zico)                                       |
| Sérgio Guizé           | João Evangelista Viana (João Gibão)                       |
| Chandelly Braz         | Marcina Moreira                                           |
| Leandra Leal           | Zélia Vilar                                               |
| Fernando Belo          | Luís Viana (Lua)                                          |
| Gabriel Braga Nunes    | Professor Aristóbulo Camargo                              |
| Débora Bloch           | Risoleta (Vera Lúcia)                                     |
| Marcos Palmeira        | Seu Cazuza Moreira                                        |
| Ana Beatriz Nogueira   | Maria Aparecida Moreira (Maria Aparadeira)                |
| Vera Holtz             | Dona Redonda (Evangelina de Souza) / Dona Bitela de Souza |
| Matheus Nachtergaele   | Seu Encolheu                                              |
| Fernanda Montenegro    | Cândida Rosado (Dona Candinha)                            |
| Tarcísio Meira         | Tibério Vilar                                             |
| Renata Sorrah          | Leocádia Viana                                            |
| Aracy Balabanian       | Eponina Camargo (Dona Pupu)                               |
| Marcos Pasquim         | Carlito Prata                                             |
| Laura Neiva            | Stela Rosado                                              |
| André Bankoff          | Pedro Vilar                                               |
| Lívia de Bueno         | Laura Rosado                                              |
| Ângela Figueiredo      | Helena Rosado                                             |
| Thaís Melchior         | Bibiana de Souza (Bia)                                    |
| Pedro Tergolina        | Tiago Vilar                                               |
| André Frateschi        | Álvaro Rocha (Dr. Rochinha)                               |
| Ilva Niño              | Cleide Neves                                              |
| Luiz Henrique Nogueira | Belisário Camargo                                         |
| Maurício Tizumba       | Padre Romeu                                               |
| Georgiana Góes         | Dona Fifi                                                 |
| Theodoro Cochrane      | Delegado Petrolínio Peixoto                               |
| Zéu Britto             | Maestro Totó                                              |
| André Abujamra         | Maestro Cursino                                           |
| Val Perré              | Firmino                                                   |
| Dja Martins            | Das Dores                                                 |
| Carolina Bezerra       | Dora                                                      |
| Camila Lucciola        | Rosalice                                                  |
| Marcos Otávio          | Dinho                                                     |
| Gustavo Novaes         | Celso                                                     |
| José Araújo            | Miro                                                      |
| Renato Macedo          | Guarda                                                    |

## Emisión
| País                               | Título      | Cadena(s)      | Primera Emisión     | Última Emisión           | Horario semanal  | Hora                           |
| ---------------------------------- | ----------- | -------------- | ------------------- | ------------------------ | ---------------- | ------------------------------ |
| Bandera de Brasil                  | Saramandaia | Rede Globo     | 24 de junio de 2013 | 27 de septiembre de 2013 | Martes a viernes | 23:30 (Ma, Ju y Vi) 23:50 (Mi) |
| Bandera de Portugal                | Saramandaia | Globo Portugal | 30 de julio de 2013 | 1° de noviembre de 2013  | Martes a viernes | 21:25                          |
| Bandera de la República Dominicana | Saramandaia | Antena Latina  | 31 de marzo de 2016 | TBA                      | Lunes a viernes  | 22:00                          |